# Notiosorex villai
Notiosorex villai är en däggdjursart som beskrevs av Carraway och Timm 2000. Notiosorex villai ingår i släktet Notiosorex och familjen näbbmöss. IUCN kategoriserar arten globalt som sårbar. Inga underarter finns listade i Catalogue of Life.
Arten är bara känd från torra delar av en bergstrakt i östra Mexiko. Den lever där i blandskogar, ofta nära vattendrag.
Arten når en kroppslängd (huvud och bål) av 5,9 till 6,2 cm, en svanslängd av 2,8 till 3,1 cm och en vikt av 5 till 6,3 g. Bakfötterna är cirka 1,1 cm långa och öronen är 0,7 till 0,9 cm stora.
En dräktig hona hittades under sommaren 1953.